# Lewaszowo
Lewaszowo (ros. Левашово) – wypoczynkowe osiedle w dzielnicy Wyborg w Petersburgu, 4420 mieszkańców (2016 r.). Znajduje się tam cmentarz ofiar sowieckich i baza lotnicza. Dawniej posiadłość hrabiów Lewaszowów, m.in. zwierzyniec. Dworzec Linii Październikowej zaprojektowany przez fińskiego architekta Bruno Granholma.